# Segundo Consistório Ordinário Público de 1903
Pio criou dois cardeais em seu primeiro consistório, ambos funcionários da Cúria Romana . Lançando sua campanha para eliminar o aplauso das celebrações religiosas, ele não foi levado para o consistório na sedia gestatoria como era tradicional. Ele chegou a pé vestindo uma corda e mitra no final da procissão de prelados "quase escondido atrás da linha dupla de Guardas Palatinos através do qual ele passou". Três cardeais criados no último consistório do Papa Leão XIII em junho receberam seus chapéus vermelhos neste consistório também.

## Cardeais Eleitores
| Nº                 | País               | Nome                 | Idade              | Cargo                     | Título ou Diaconia                            |
| Cardeais eleitores | Cardeais eleitores | Cardeais eleitores   | Cardeais eleitores | Cardeais eleitores        | Cardeais eleitores                            |
| ------------------ | ------------------ | -------------------- | ------------------ | ------------------------- | --------------------------------------------- |
| 1                  | Reino Unido        | Rafael Merry del Val | 38                 | pró- Secretário de Estado | Cardeal-presbítero de Santa Praxedes          |
| 2                  | Itália             | Giuseppe Callegari   | 62                 | bispo da Pádua            | Cardeal-presbítero de Santa Maria em Cosmedin |

## Link Externo
- «Catholic Hierarchy» (em inglês)